# Myristica

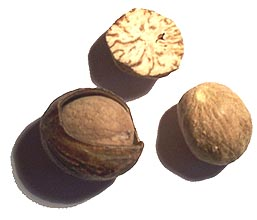
Noz-moscada.

Myristica (do gr. bizant.: μυριστικόν [κάρυον] myristikón [káryon] 'noz moscada'; literalmente '[noz] fragante') é um género de árvores perenifólias da família das Myristicaceae, com centro de diversidade nas ilhas das Especiarias (as ilhas Molucas na Indonésia). Algumas das espécies do género, com destaque para M. fragrans, a noz-moscada e o macis, são fonte de especiarias derivadas do seu fruto. Na sua presente circunscrição taxonómica o género agrupa cerca de 175 espécies, nativas das regiões tropicais da Ásia, Malésia, Austrália e ilhas do Pacífico Ocidental.

## Taxonomia
O género foi descrito por Johan Frederik Gronovius e publicado em Flora Orientalis 141. 1755. A espécie tipo é Myristica fragrans Houtt..